# حوت أبيض
الدُلفِين الأبْيَض لشبهه الشديد بالدلفين أوالبَلُوغة أو البَالُوغة أو حَفْش روسيّ والذي يسمى أيضًا باسم الحُوتُ الأبْيَض (بالإنجليزية: Beluga أو White Whale) هو من رتبة الحيتان في المنطقة القطبية الشمالية وشبه القطبية. يُشكِّل أحد عضوي عائلة الحيتان البيضاء، جنبًا إلى جنب مع حريش البحر، والعضو الوحيد في جنس الحوت الأبيض. يشار إلى هذه الثدييات البحرية عادة باسم البلوغة أو كناري البحر بسبب أصواته عالية الحدة. تُسمى في بعض الأحيان تسمى أيضًا بطيخية الرأس، إلا أن الاسم الأكثر شيوعًا هو الحوت بطيخي الرأس، وهو دلفين محيطي.
تكيف الحوت الأبيض للعيش في القطب الشمالي، كونه يمتلك خصائص تشريحية وفسيولوجية تميزه عن غيره من الحيتان. ومن بين هذه الخصائص اللون الأبيض الذي يغطيه وغياب الزعنفة الظهرية. يمتلك نتوء مميز في مقدمة رأسهظ، ويضم هذا النتوء جهاز تحديد الموقع بالصدى يسمى البطيخة، ويكون في هذا النوع كبيرًا وقابلًا للتشوه. يتراوح حجم جسم البلوغة بين حجم الدلفين والحوت الحقيقي، حيث يصل طول الذكور إلى 5.5 م (18 قدم) ويصل وزنه إلى 1,600 كـغ (3,530 رطل). هذا الحوت لديه جسم قصير وممتلئ. ويمثل الشحم نسبة كبيرة من وزنه، كما هو الحال في العديد من الحيتان. تطورت حاسة السمع عنده بشكلٍ كبير، يما يسمح له بتحديد الموقع بالصدى أثناء التحرك وإيجاد الثقوب تحت الجليد.
يعيش الحوت الأبيض في شكل قطعان وتشكل مجموعات تصل إلى 10 حيوانات في المتوسط، على الرغم من أنها يمكن أن تتجمع في مئات أو حتى آلاف في مصبات الأنهار والمناطق الساحلية الضحلة خلال الصيف. تسبح هذه القطعان ببطء، ولكن يمكنها الغوص إلى 700 م (2,300 قدم) تحت السطح. فهي مغذيات انتهازية وتختلف نظمها الغذائية وفقًا لمواقعها وفصول السنة. تعيش غالبية البلوغة في المحيط المتجمد الشمالي والبحار والسواحل حول أمريكا الشمالية وروسيا وجرينلاند. من المعتقد أن عدد سكانها في جميع أنحاء العالم يبلغ حوالي 150,000. إنهم كائنات مهاجرة، وتمضي غالبية المجموعات الشتاء حول الغطاء الجليدي للقطب الشمالي؛ عندما يذوب الجليد البحري في الصيف، ينتقلون إلى مصبات الأنهار الدافئة والمناطق الساحلية. بعض المجموعات مستقرة ولا تهاجر عبر مسافات كبيرة خلال العام.
وقد اصطادت الشعوب الأصلية في أمريكا الشمالية وروسيا الحوت الأبيض لعدة قرون. كما تم اصطيادها من قبل غير المواطنين خلال القرن التاسع عشر وجزء من القرن العشرين. لا يتم التحكم في صيد الحيتان من قبل اللجنة الدولية لصيد الحيتان، وقد طورت كل دولة لوائحها الخاصة بها في سنوات مختلفة. في الوقت الحالي، يُسمح لبعض الإسكيمو في كندا وجرينلاند، وجماعات ألاسكا الأصلية، والروس بمطاردة البلوغة للاستهلاك والبيع. انخفضت الأرقام بشكل كبير في روسيا وجرينلاند، ولكن ليس في ألاسكا وكندا. وتشمل التهديدات الأخرى المفترسات الطبيعية (الدببة القطبية والحيتان القاتلة)، وتلوث الأنهار (بمركبات ثنائي الفينيل متعدد الكلور التي تتراكم بيولوجيًا في السلسلة الغذائية)، والأمراض المعدية. من منظور الحفظ، تم وضع البلوغة على القائمة الحمراء للاتحاد الدولي لحفظ الطبيعة في عام 2008 باعتبارها «مهددة»؛ ومع ذلك، فإن المجموعة الفرعية المأخوذة من خليج كوك في ألاسكا تعتبر مهددة بشكل خطير وتحت حماية قانون «الأنواع المهددة بالانقراض» في الولايات المتحدة. من أصل سبعة من مجموعات البلوغة الكندية، تعتبر المجموعات التي تسكن في خليج هدسون الشرقي، وخليج أنجافا، ونهر سانت لورانس معرضة للخطر.
تعد البلوغة واحدة من أكثر الحيتانيات التي يتم صيدها بهدف الأَسر، وهي مقيمة في أحواض مائية، وأحواض دلافين، وحدائق الحياة البرية في أمريكا الشمالية وأوروبا وآسيا. وهي محبوبة لدى الجمهور بسبب لونها وتعبيراتها.

## التصنيف

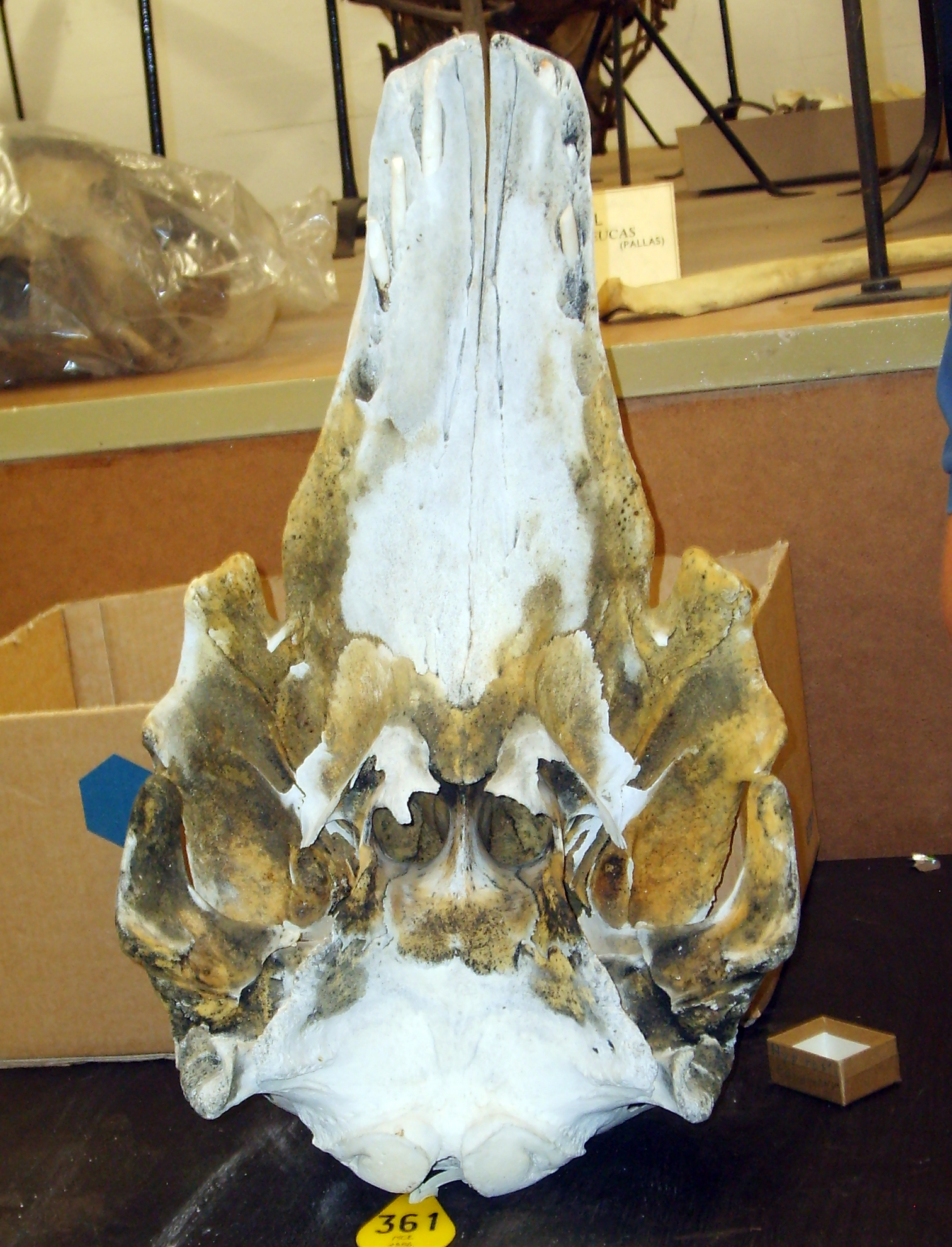
جمجمة لهجين بين حريش البحر والبلوغة، في متحف علم الحيوان، في كوبنهاغن.

وصف البلوغة لأول مرة في عام 1776 من قبل بيتر سيمون بالاس. وهو عضو في عائلة الحيتان البيضاء، والتي هي بدورها جزء من رتبة الحيتان المسننة. تم وضع دلافين إيراوادي في وقت ما في نفس العائلة؛ تشير الأدلة الجينية الحديثة إلى أن هذه الدلافين تنتمي إلى عائلة الدلافين المحيطية. ويعتبر حريش البحر النوع الوحيد الآخر داخل عائلة الحيتان البيضاء إلى جانب البلوغة. تم اكتشاف جمجمة ذات خصائص وسيطة تدعم الفرضية القائلة بأن التهجين ممكن بين هاتين العائلتين.
يعني اسم الجنس Delphinapterus (الاسم العلمي)، «دلفين بدون زعنفة» (من اليونانية δελφίν (الدلفين) (delphin)، و απτερος (بدون زعانف) (apteros)، واسم النوع leucas يعني «الأبيض» (من كلمة λευκας اليونانية)). تستعمل القائمة الحمراء للأنواع المهددة بالانقراض كلًا من الحوت الأبيض والبلوغة كأسماء شائعة، على الرغم من أن الأولى أصبحت الآن أكثر شعبية. يأتي الاسم الإنجليزي beluga من الروسية белуха وتُلفظ (belukha)، والتي تشتق من الكلمة белый، وتعني «أبيض». يشير اسم البلوغة بالروسية إلى أنواع غير ذات صلة، مثل سمك الحفش.
يُعرف الحوت الأبيض أيضًا بالعامية باسم كناري البحار بسبب صريره وصراخه وقرقرته وصفيره عالي الحدة. يقول باحث ياباني إنه قام بتعليم بلوغة الحديث باستخدام هذه الأصوات لتحديد ثلاثة أشياء مختلفة، مما يمنح الأمل في أن يتمكن البشر يومًا ما من التواصل بشكلٍ فعال مع الثدييات البحرية. وقد قام باحثون كنديون بملاحظة مماثلة، حيث تحدث البلوغة الذي توفي في عام 2007 عندما اقترب من البلوغ. مثال آخر هو إن أو سي، وهو حوت أبيض يمكنه محاكاة إيقاع ولغة البشر. تم الإبلاغ عن تقليد الحوت الأبيض في البرية لأصوات بشرية.

## التطور

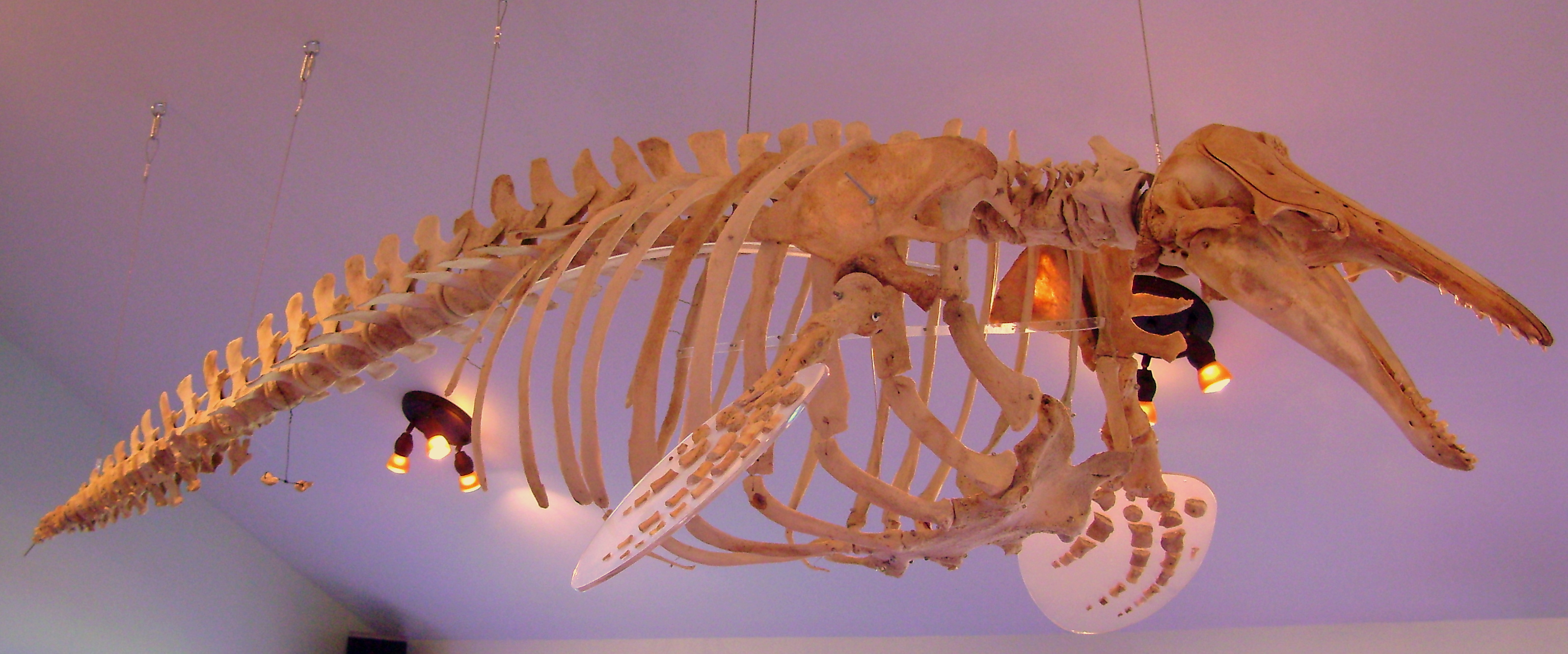
الهيكل العظمي للبلوغة (لـ. لوكاس

أظهرت دراسات الحمض النووي في الميتوكوندريا أن الحيتان الحديثة كانت تتشارك سلفًا مشتركًا بين 30 و 34 مليون سنة مضت. انفصلت عائلة الحيتان البيضاء مبكرًا نسبيًا عن عائلة الحيتان المسننة؛ وانفصلت عن الدلافين المحيطية قبل ما بين 11 و 15 مليون سنة مضت، وعن الخنازير البحرية، أقرب أقربائها من الناحية التطورية. في عام 2017 تم عمل تسلسل لجينوم البلوغة، والذي يتضمن 2.327 جيجا بايت من التسلسل الجينومي المتجمع الذي شفر 29.581 جينات متوقعة. وقدر الباحثون أن تشابه سلسلة الجينوم بين البلوغة والحيتان القاتلة هو 97.87% ± 2.4 × 10−7% (المتوسط ± الانحراف المعياري).
أول سلف معروف للبلوغة هو من ما قبل التاريخ دينيبولا براكيسفالا من الفترة الميوسينية المتأخرة (9-10 مليون سنة مضت). تشير أحفورة أحادية من شبه جزيرة باخا كاليفورنيا إلى أن هذه العائلة كانت تسكن المياه الدافئة. ويشير سجل الحفريات أيضًا، في الأزمنة الحديثة نسبيًا، إلى أن معدل تواجد الحوت الأبيض تباينت مع اتساع رقعة الجليد خلال العصور الجليدية وتقلصت عندما تراجع الجليد. تأتي الأدلة المضادة لهذه النظرية من اكتشاف عام 1849 لعظام البلوغة المتحجرة في فيرمونت في الولايات المتحدة، على بعد 240 كـم (150 ميل) من المحيط الأطلسي. تم اكتشاف العظام خلال بناء أول سكة حديد بين روتلاند وبرلنغتون في فيرمونت، عندما اكتشف العمال عظام حيوان غامض في شارلوت. كانت هذه العظام مدفونة على عمق حوالي 10 قدم (3.0 م) تحت السطح في صلصال أزرق سميك، على عكس تلك التي اكتشفت لأي حيوان سبق اكتشافه في فيرمونت. حدد الخبراء العظام بأنها كتلك الموجودة في الحوت الأبيض. ولأن شارلوت تبعد أكثر من 150 ميل (240 كـم) عن أقرب محيط، فإن علماء الطبيعة الأوائل كانوا في حيرة لتفسير وجود عظام حيوان ثديي بحري مدفون تحت حقول فيرمونت الريفية. تم العثور على البقايا التي تم حفظها في رواسب بحر شامبلين، وهو امتداد للمحيط الأطلسي داخل القارة نتيجة لارتفاع مستوى سطح البحر في نهاية العصور الجليدية منذ حوالي 12000 سنة. يعتبر اليوم حوت تشارلوت هو أحفورة ولاية فيرمونت الرسمية (مما يجعل ولاية فيرمونت الولاية الوحيدة التي تحتوي أحفورة رسمية لحيوان لا يزال موجودًا).

## الموطن
السواحل القطبية لأوروبا وآسيا وأمريكا الشمالية.
التصنيفي العام 1776 بالاس سايمون بيتر صفت لأول مرة في البيضاء. وهو عضو في الأسرة Monodontidae، التي هي بدورها جزء من suborder حوت ذو أسنان وضعت مرة واحدة ودلفين ايراوادي في عائلة واحدة، إلا أن الأخيرة أدلة جينية تشير إلى خلاف ذلك. الحوت المرقط ليست سوى الأنواع الأخرى داخل الأسرة إلى جانب Monodontidae البيضاء.
القائمة الحمراء للأنواع المهددة يعطي كل من البيضاء والحوت الأبيض والأسماء الشائعة، على الرغم من السابق هو الآن أكثر شعبية. اسم الإنجليزية يأتي من белуга الروسي (البيضاء) أو белуха belukha، التي تستمد من белый كلمة (belyy)، ومعنى «البيضاء». ويشار إلى أنه في بعض الأحيان من قبل العلماء والحوت belukha من أجل تجنب الخلط بينها وبين سمك الحفش البيضاء.
كما أن الحيتان معروفة بالعامية باسم الكناري البحر على حساب من الصرير على درجة عالية من المهارة، الصئيل، يقيق وصفارات. باحث الياباني يقول انه يدرس في البيضاء إلى «التحدث» عن طريق استخدام هذه الأصوات لتحديد ثلاثة أشياء مختلفة، وتقدم الأمل في أن البشر في يوم من الأيام قد تكون قادرة على التواصل الفعال مع الثدييات البحرية.